# Ugia disjungens
Ugia disjungens är en fjärilsart som beskrevs av Walker 1858. Ugia disjungens ingår i släktet Ugia och familjen nattflyn. Inga underarter finns listade i Catalogue of Life.